# Schwarzes Tor (Dresden)

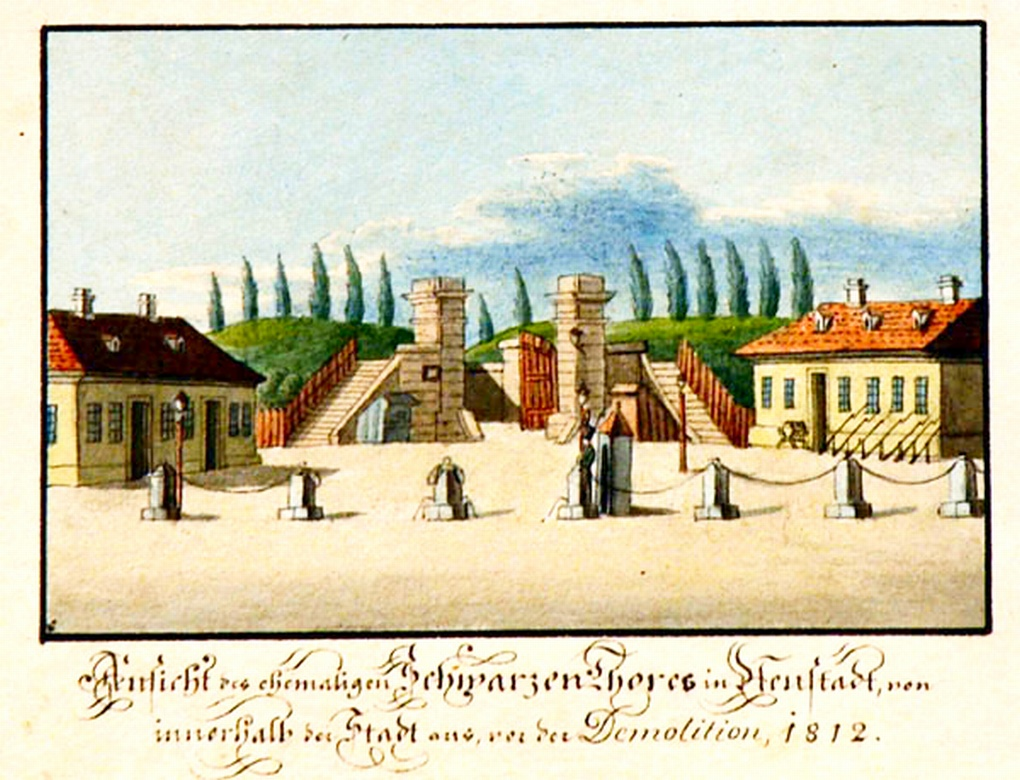
Christian Gottlob Hammer:
Das schwarze Tor, 1812 (Innere Ansicht)

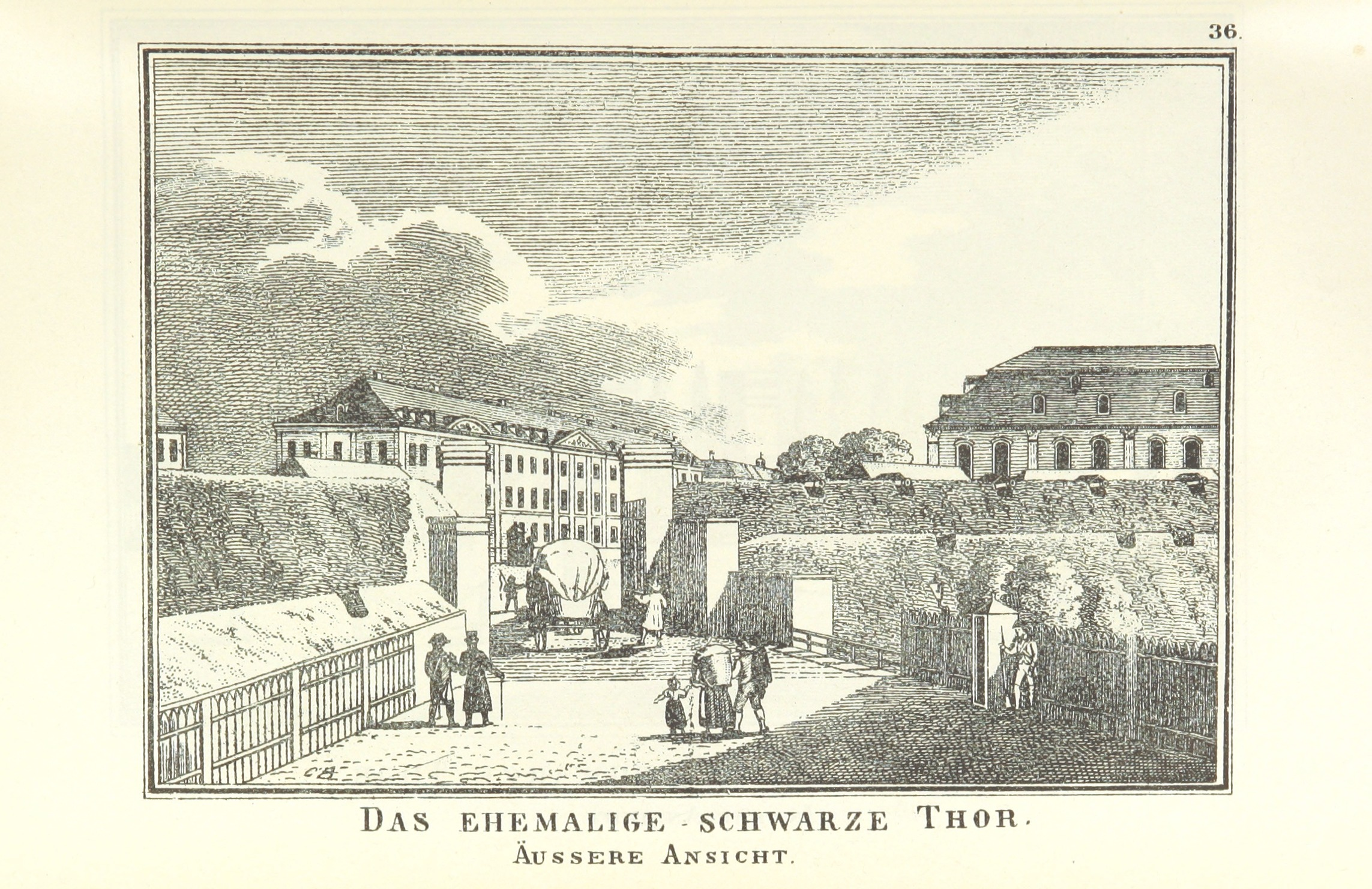
Äußere Ansicht des Schwarzen Tors

Das Schwarze Tor, auch Bautzner Tor oder Lausitzer Tor, gehörte zur Stadtbefestigung von Altendresden (heutige Innere Neustadt) und befand sich am Ende der Hauptstraße in Höhe des Albertplatzes. Es wurde 1632 angelegt und ab 1811/1812 wieder abgetragen.
„Verewigt“ ist das Schwarze Tor in der Novelle Der goldne Topf von E. T. A. Hoffmann, die beginnt: „Am Himmelfahrtstage, Nachmittags um drei Uhr rannte ein junger Mensch in Dresden durchs schwarze Tor und geradezu in einen Korb mit Äpfeln und Kuchen hinein, die ein altes häßliches Weib feilbot, …“
Heute erinnert an das Stadttor die Sackgasse Am Schwarzen Tor , eine Nebenstraße der vom Albertplatz abgehenden Hospitalstraße.